# 1618 en littérature
| Années de la littérature : 1615 - 1616 - 1617 - 1618 - 1619 - 1620 - 1621    |
| Décennies de la littérature : 1580 - 1590 - 1600 - 1610 - 1620 - 1630 - 1640 |

Cet article présente les faits marquants de l'année 1618 en littérature.

## Évènements
- 14 juin : plus ancien exemplaire connu de Courante uyt Italien, Duytslandt, &c. (en), premier journal des Pays-Bas publié à Amsterdam[1].
- 8 juillet-17 septembre :  le poète anglais Ben Jonson se rend de Londres à Édimbourg à pied[2] où il est fait bourgeois honoraire de la ville. De décembre 1618 à janvier 1619, il séjourne séjourne chez William Drummond d'Hawthornden[3].

- La marquise de Rambouillet fait reconstruire son hôtel rue Saint-Thomas-du-Louvre à Paris où elle tient un salon littéraire (1618-1665)[4].
- Premier séjour de René Descartes dans les Provinces-Unies où il s'engage comme cadet dans l'armée de Maurice de Nassau. Le 10 novembre, il y rencontre le physicien Isaac Beeckman et le 31 décembre lui dédicace le Compendium musicæ (« Abrégé de musique »)[5].
- Luis de Góngora compose la Fábula de Píramo y Tisbe (« Fable de Pyrame et Thisbé »), une romance burlesque[6].

## Parutions
- 31 mars : achevé d'imprimer du premier tome de l’Histoire universelle depuis l'an 1550 jusques en l'an 1601 d’Agrippa d'Aubigné, publiés en trois volumes imprimés à Maillé par Jean Moussat[7].

- André Du Chesne, Bibliothèque des autheurs qui ont escrit l'histoire et la topographie de la France, Paris, Sébastien Cramoisy, 1618 et 1627 (présentation en ligne).
- Pierre Dumoulin, Le bouclier de la foy : ou Défense de la confession des Églises Réformées du Royaume de France. Contre les objections du Sr Jehan Arnoux Rionnois Jesuite, Genève, Pierre Aubert, 1618[8]
- Publication posthume à Alcalá de Henares des Obras espirituales de Jean de la Croix qui contient ses traités Subida del Monte Carmelo ( « La montée au mont Carmel » ), la Noche oscura del alma ( «  Nuit obscure de l'âme » ) et la Llama de amor viva ( « Flamme vive de l'amour » )[9].
- Miguel de Cervantes, Seconde partie de l'Histoire de l’Ingénieux et redoutable Chevalier, Don Quichot de la Manche, Paris, Jacques du Clov et Denis Moreau, 1618 (présentation en ligne), traduit par François de Rosset[10].
- Jean Godard, La Nouvelle Muse ou les loisirs, Lyon, Claude Morillon, 1618 (présentation en ligne).

## Naissances
- 3 avril : Roger de Rabutin, comte de Bussy, dit Bussy-Rabutin, écrivain français  († 1693).

## Décès
- 5 septembre : Jacques Du Perron, poète baroque français (né en 1556).